# St. Barbara (Neuhütten)

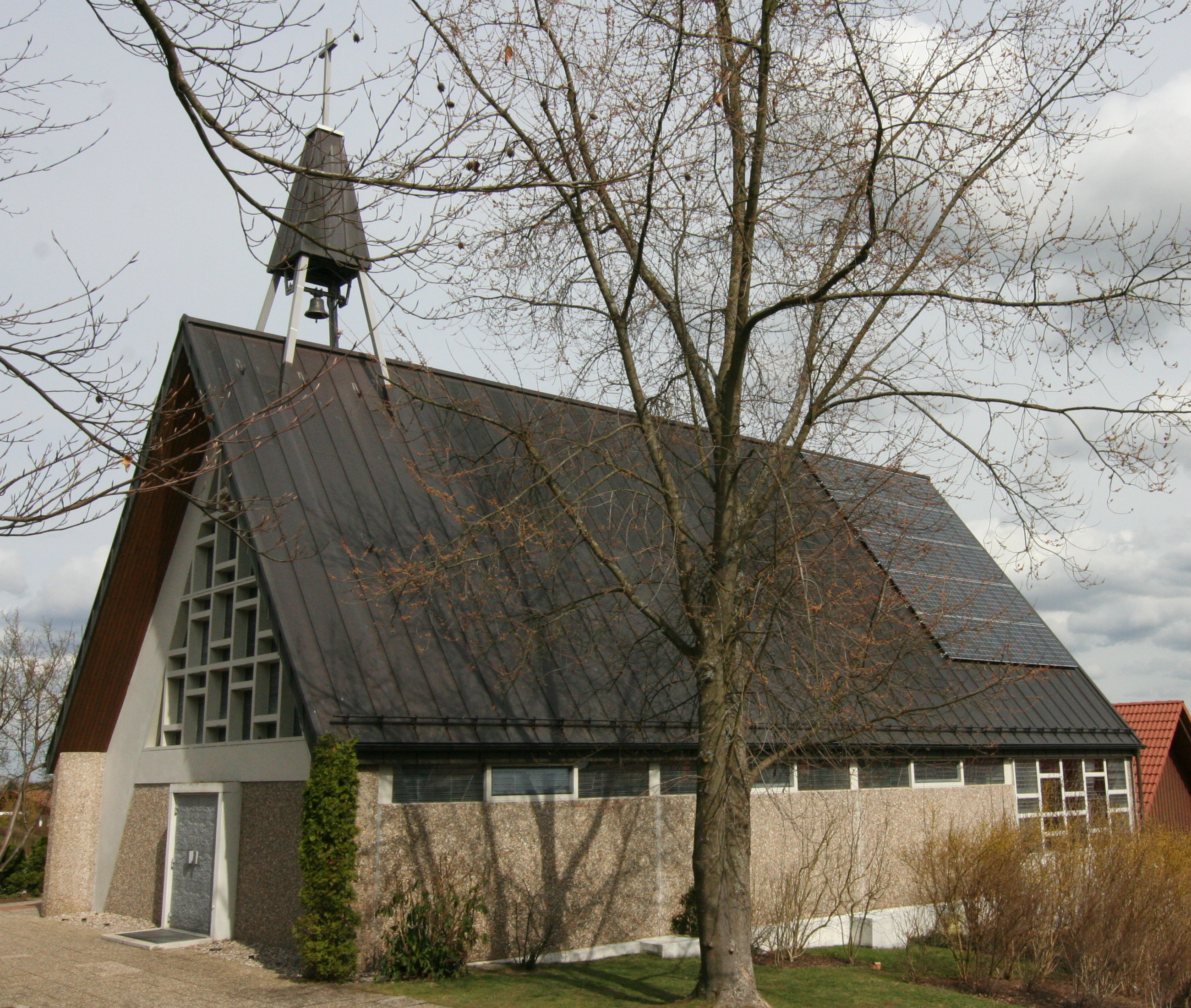
St. Barbara in Neuhütten

St. Barbara ist eine katholische Kirche in Wüstenrot-Neuhütten.

## Geschichte
Nachdem mit der Barackenkirche bereits ab 1951 eine Notkirche in Neuhütten bestanden hatte, gab es ab 1963 Pläne für einen Kirchenneubau am Ort. Die Pfarrgemeinde erwarb 1964 für knapp 20.000 DM ein Grundstück beim Friedhof. Man entschied sich für einen Neubau einer Kirche des Typs Reutter 1 in Fertigbauweise. Dieser von dem Architekten Gerold Reutter aus Wernau (Neckar) entworfene Bautyp kam von 1964 bis 1975 bei insgesamt 17 Kirchenneubauten in der Diözese Rottenburg-Stuttgart zum Einsatz.
Die geplanten Baukosten beliefen sich auf 345.000 DM, wovon 200.000 DM als Zuschuss von der Diözese kamen. Der Rest wurde durch Spenden und in Eigenleistung erbracht. Der Bau der Kirche erfolgte von Mai 1969 bis Sommer 1970. Die einschiffige Kirche mit Satteldach und Glocken-Dachreiter wurde am 18. Juli 1970 durch Weihbischof Wilhelm Sedlmeier der heiligen Barbara geweiht. Das Patrozinium der Schutzheiligen der Bergleute und Hüttenarbeiter nimmt Bezug auf die alte Glasbläserei-Tradition in Neuhütten. 1990/91 wurde die Gemeinde in Neuhütten von Mainhardt nach Affaltrach umgepfarrt.